# Kowboje oceanu
Kowboje oceanu (tyt. oryg. The Deep Range) – powieść fantastycznonaukowa angielskiego pisarza Arthura C. Clarke, opublikowana w 1957 roku. W Polsce dwukrotnie wydana przez Iskry w serii Fantastyka-Przygoda, w tłumaczeniu Lecha Jęczmyka – w 1972 r. i w 1978 r..
Powieść jest rozbudowaną wersją opowiadania pod tym samym tytułem, które ukazało się w magazynie „Argosy” w 1954 r.

## Fabuła
Bohater, były astronauta (po wypadku w Kosmosie, kiedy to pozostawał w próżni bez nadziei ratunku), zostaje na Ziemi nadzorcą hodowli wielorybów i planktonu.